# 라일리 리드
라일리 리드(Riley Reid, 1991년 7월 9일 ~ )는 미국의 포르노 배우이다. 2016 AVN상 올해의 여자 퍼포머상 수상자이다.